# Шевченко Петро Миколайович
Петро Миколайович Шевченко (Петро Біливода) (2 серпня 1954, Біловодськ, Луганська область — 13 березня 1997, Київ) — український поет і журналіст, власний кореспондент газети «Київські відомості» у  Луганській області.

## Життєпис
Народився 2 серпня 1954 року в місті Біловодськ, Луганська область. Закінчив Біловодську середню школу. Закінчив Луганський педагогічний інститут.
У 1990 р. вийшла збірка віршів  "Трилистник" у видавництво "Радянський письменник".
Обставини загибелі
14 березня 1997 р. — знайдений повішеним на вулиці Кадетський гай у покинутій котельні на пустищі недалеко від аеропорту «Жуляни» (Київ). Версія міліції — самогубство, за версією журналістів — професійна діяльність. Після смерті залишив записку у якій звинуватив спецслужби у переслідуванні та повідомив, що йде з життя добровільно.
14 березня 2014 р. у Луганську відбулися траурні заходи з нагоди 17 річниці з дня загибелі журналіста, на яких учасники збирали підписи та звернулися до тогочасних керівників країни в.о. президента України Олександр Турчинов та Генеральний прокурор України Олег Махніцький про відновлення розслідування справи у зв'язку з недостатнім розслідуванням у 1997 р.

## Журналістська діяльність
Автор статей на теми морального виховання, культури, історії, українства, рідної мови, Голодомор 1932-1933 рр.
1990-ті рр. — серія статей журналістських розслідувань про корупцію, зокрема про конфлікт мера Луганська Олексія Данилова з начальником СБУ в Луганській області генерал-майором Юрієм Землянським. Виступив на захист мера Луганська. 
За словами журналіста Сергія Кисельова: «…в последние месяцы перед смертью журналист опасался за свою жизнь, утверждал, что „над ним сгущаются тучи“, а телефон находится на прослушке. Когда журналист ехал в поезде, к нему подходили неизвестные люди, пытавшиеся что-то выяснить»..